# Erik Balke
Erik Balke (Oslo, 7 november 1953) is een Noorse saxofonist, in eigen land onder meer bekend als leider van het Lille Frøen Saksofonkvartett.

## Biografie
Balke speelde in groepen van zijn jongere broer Jon Balke (1973-1974). Later studeerde hij aan de Universiteit van Oslo (waar hij speelde in de bigband) en Berklee School of Music in Boston (1977-1979). Hij speelde in het trio van Carl Morten Iversen (1980-1981), in The Gambian/Norgwegian Friendship Orchestra (1982), de groep E'Olen (met o.a. percussionist Miki N'Doye en zijn broer Jon) en Tamma. In de periode 1979-1989 leidde Balke zijn Lille Frøen Saksofonkvartett. Verder speelde hij vanaf 1983 met Jazzpunkensemble van Jon Eberson en met de groepen Oslo 13 en Extended Noise (1983-1994). Andere groepen waarmee hij speelde, waren Baktruppen en Ignbore. Hij heeft samengespeeld met onder anderen Don Cherry, Ed Blackwell, Per Jørgensen, Audun Kleive, Nils Petter Molvær, Torbjørn Sunde, Tore Brunborg, Paolo Vinaccia en Bugge Wesseltoft.

## Discografie
- E'Olen (Mai Records, 1979), met "E'Olen"
- Tamma (Odin Records, 1985), "Tamma" met Don Cherry en Ed Blackwell
- 4 menn (Odin Records 1986), met 'Lille Frøen Saksofonkvartett'
- Off Balance (Odin Records 1988), met Oslo 13
- Zehn - Die Audionauten Im Druckhaus (Druckhaus Galrev, 1991), met Stefan Döring en Jørgen Knutsen
- Joko (2002), with Miki N'Doye Orchestra feat. Paolo Vinaccia, Bugge Wesseltoft, Solo Cissokho en Jon Balke